# Comuna Kirove, Kobeleakî
Kirove (în ucraineană Кірове) este o comună în raionul Kobeleakî, regiunea Poltava, Ucraina, formată din satele Harbuzivka, Kirove (reședința), Perehonivka, Șabelnîkî și Suhe.

## Demografie
Componența lingvistică a comunei Kirove
     Ucraineană (96,43%)
     Rusă (2,72%)
     Alte limbi (0,24%)
Conform recensământului din 2001, majoritatea populației comunei Kirove era vorbitoare de ucraineană (96,43%), existând în minoritate și vorbitori de rusă (2,72%).